# Phaenocarpa sharkeyi
Phaenocarpa sharkeyi är en stekelart som beskrevs av Robert A.Wharton 1994. Phaenocarpa sharkeyi ingår i släktet Phaenocarpa och familjen bracksteklar. Inga underarter finns listade i Catalogue of Life.